# Gaetano Pellegrini
Gaetano Pellegrini ( * 1824 - 1883 ) fue un botánico, agrónomo, etnólogo, y profesor etíope.

## Honores

### Epónimos
- (Leguminosae) Pellegriniodendron J.Léonard[3]
- (Ericaceae) Pellegrinia Sleumer[4]

- La abreviatura «Pell.» se emplea para indicar a Gaetano Pellegrini como autoridad en la descripción y clasificación científica de los vegetales.[5]